# Most Odrzański w Brzegu
Most Odrzański w Brzegu (niem. Oderbrücke) – nieistniejący już kratownicowy most drogowy na Odrze w Brzegu otwarty 27 października 1895 roku, w dół rzeki od pobliskiego starego Mostu Odrzańskiego. Funkcjonował do stycznia 1945 roku gdy został poważnie uszkodzony w trakcie zdobywania Brzegu przez Armię Czerwoną podczas II wojny światowej. W 1954 w jego miejscu oddano do użytku Most Piastowski.

## Opis
Na początku lat 90. XIX wieku powstały plany modernizacji starego Mostu Odrzańskiego. Ponieważ utrudniał on żeglugę zrezygnowano z modernizacji a postanowiono wybudować nowy. Projektantem był królewski inspektor budowlany Rautenberg, a wykonawcą projektu firma Beuchelt & Co. z miasta Grünberg in Schlesien (pol. Zielona Góra). Koszt budowy wyniósł 350 tys. marek.
Most został wsparty na jednym filarze co miało ułatwiać żeglugę po Odrze. W miejscu centralnego filara kratownica mostu unosiła się ku górze, tworząc symboliczną bramę wjazdową. Na dolnej poprzeczce tej bramy znajdowała się postać anioła trzymającego herb Brzegu.
Nowy Most Odrzański był użytkowany do 1945 roku. Wobec zbliżającej się do miasta Armii Czerwonej został przez wojska niemieckie przygotowany do wysadzenia w celu spowolnienia działań wojennych. W czasie artyleryjskiego ostrzału miasta most został trafiony, co spowodowało przypadkowe zdetonowanie części podłożonych ładunków wybuchowych. Konstrukcja mostu częściowo zwaliła się do Odry lecz nie została całkiem zniszczona. Przez pewien czas służył on jako przeprawa piesza.

## Stary Most Odrzański

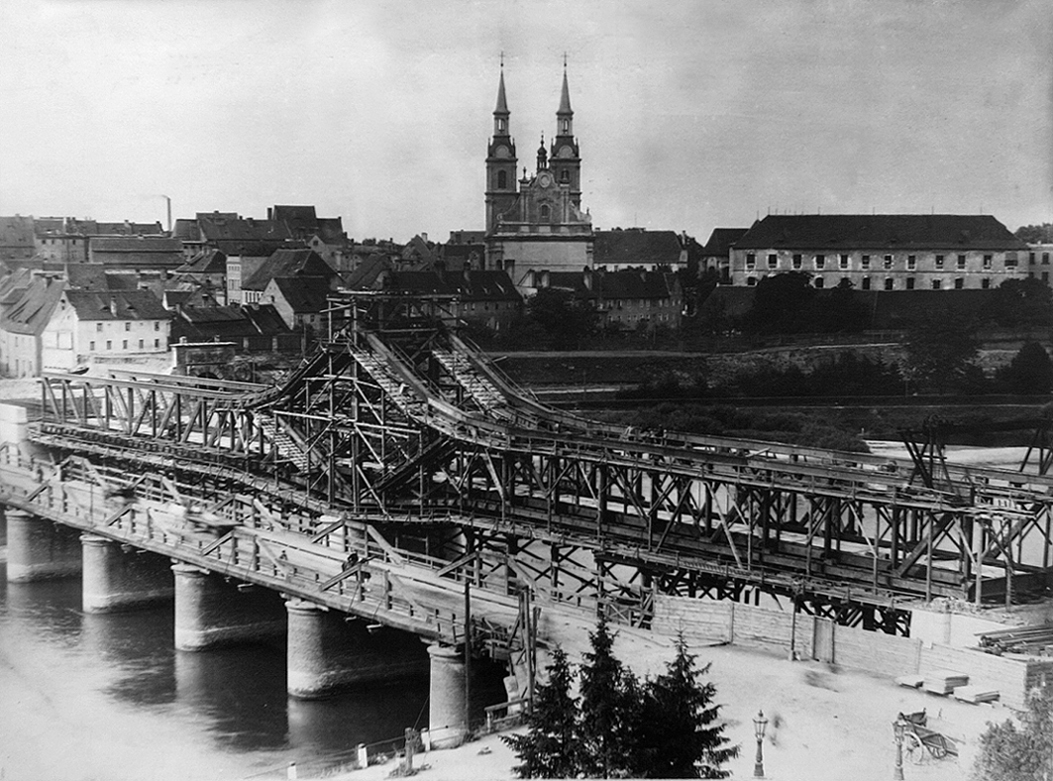
Budowa nowego Mostu Odrzańskiego (1894–1895),
na pierwszym planie stary Most Odrzański (1844–1895),
na przeciwległym brzegu po prawej stronie widoczny szczyt Bramy Odrzańskiej w jej pierwotnej lokalizacji

Stary Most Odrzański był mostem drewnianym postawionym na murowanych filarach. Został zbudowany w latach 1843–1844. Zastąpił on drewniany most zwodzony łączący brzegi Odry nieco w dół rzeki od obecnego Mostu Piastowskiego. Wjazd do miasta przez most zwodzony prowadził przez Bramę Odrzańską. Stary Most Odrzański został postawiony na 5 filarach przez co utrudniał żeglugę. W latach 1896–1897, już po ukończeniu budowy nowego mostu, filary te wysadzono a następnie rozebrano.
Po II wojnie światowej i poważnym uszkodzeniu nowego Mostu Odrzańskiego w miejscu starego mostu zbudowano tymczasową drewnianą przeprawę saperską, która funkcjonowała do 1954 roku. Jej pozostałości są widoczne przy niskim stanie rzeki.